# Шумилов, Игорь Владимирович
И́горь Влади́мирович Шуми́лов (род. 5 февраля 1976 года, Горький, Горьковская область, РСФСР, СССР) — российский  хоккеист.

## Биография
Воспитанник нижегородской хоккейной школы (первый тренер В. С. Коноваленко), игровую карьеру начал в 1993 году в «Торпедо-2», в сезоне 1994/1995 и 1996 по 2002 годы выступал в составе заволжского клуба «Мотор», в сезоне 1996/1997 — в составе «Торпедо», которое играло в Межнациональной хоккейной лиге.
В дальнейшем выступал в клубах высшей лиги России — ижевской «Ижстали» (1999/2000), лениногорском «Нефтянике» и клубе «Саров» (2002/2003), кирово-чепецкой «Олимпии» (2003/2004).